# Peter Ottosson
Peter Ottosson, född 4 september 1965 i Töreboda, är en svensk före detta professionell ishockeyspelare. 
Han blev världsmästare med Tre Kronor i VM i ishockey 1992.
Numera är han bosatt i Karlstad.

## Meriter
- VM-guld 1992
- OS-femma 1992
- SM-guld 1997

## Klubbar
- Mariestad BoIS HC 1981-1986 Division 1
- IF Troja-Ljungby 1986-1988 Division 1
- Färjestads BK 1988-1997 Elitserien
- EHC Kloten 1997-1998 NLA
- Star Bulls Rosenheim 1998-2000 DEL
- HV 71 2000-2002 Elitserien
- Forshaga IF 2002-2005 Division 1/Division 2